# Аллі Мак-Лауд
Аллі Макла́уд (англ. Ally MacLeod, нар. 26 лютого 1931, Глазго — пом. 1 лютого 2004, Глазго) — шотландський футболіст, що грав на позиції флангового півзахисника. По завершенні ігрової кар'єри — футбольний тренер.

## Ігрова кар'єра
У дорослому футболі дебютував 1949 року виступами за «Терд Ланарк», в якому провів шість сезонів, взявши участь у 112 матчах чемпіонату.
Протягом 1955–1956 років захищав кольори клубу «Сент-Міррен».
Своєю грою за останню команду привернув увагу представників тренерського штабу клубу «Блекберн Роверз», до складу якого приєднався 1956 року. Відіграв за команду з Блекберна наступні п'ять сезонів своєї ігрової кар'єри. Більшість часу, проведеного у складі «Блекберн Роверз», був основним гравцем команди і у сезоні 1957/58 допоміг клубу вийти до елітного англійського дивізіону, а 1960 року дійти до фіналу Кубка Англії.
Згодом з 1961 по 1964 рік грав у складі шотландських клубів «Гіберніан» та «Терд Ланарк».
Завершив професійну ігрову кар'єру у клубі «Ейр Юнайтед», за який виступав протягом 1964—1965 років.

## Кар'єра тренера

### Початок роботи
Розпочав тренерську кар'єру невдовзі по завершенні кар'єри гравця, 1966 року, очоливши тренерський штаб клубу «Ейр Юнайтед», з якою працював дев'ять сезонів і став одним з легенд клубу.
У 1975 році він переїхав до «Абердин», який привів наступного року до перемоги в Кубку Ліги, здолавши в фіналі «Селтік».

### Збірна Шотландії
У травні 1977 року, після відходу Віллі Ормонда в «Гартс», Шотландська футбольна асоціація планувала запросити як менеджера одного з найкращих шотландських фахівців тих часів Джока Стіна, але той вирішив залишитися в «Селтіку». Відбірковий турнір до чемпіонату світу був у розпалі, до того ж буквально через пару тижнів команді належало взяти участь в чемпіонаті Британії серед збірних, а потім і зовсім відправитися в турне по Південній Америці. Часу для роздумів та осмислених рішень не було, тому на пост головного тренера був запрошений Аллі Маклауд.
«Я хочу довести, що я найкращий тренер в світі», — заявив він уже на першій прес-конференції. «Можете скільки завгодно сміятися, але у мене немає сумнівів, що я народжений для успіху». Втім, протягом всього лише року відношення до збірної Шотландії помінялося в корені не лише внаслідок гучних заяв Маклауда. Цю команду називали найсильнішою в історії. Восени Шотландія першою з усіх європейських збірних пробилася на «мундіаль», обійшовши в таблиці не лише збірну Уельсу, але і збірну Чехословаччини, чинного чемпіона Європи. Шотландці на Гемпден-Парку не залишили супротивнику жодного шансу. На голи Джо Джордана, Ази Гартфорда та Кенні Далгліша гості відповіли лише м'ячем Гайдушека вже за рахунку 0:3. Крім того «тартанові» виграли чемпіонат Британії, обігравши в останньому матчі збірну Англії на Вемблі — 2:1. В південноамериканському турне вони зазнали лише одну поразку від збірної Бразилії, а також зіграли внічию з господарями майбутнього чемпіонату світу збірною Аргентини.
Через такі результати у вболівальників, журналістів і гравців з'явилась ідея, що збірна Шотландії може виграти чемпіонат світу. Хавбек Дон Мейссон в інтерв'ю Daily Record заявив: «Всередині команди панує оптимізм. Ми знаємо, що можемо грати у відмінний футбол, і хочемо показати це всьому світу. Велике значення має жеребкування, якщо буде все нормально, ми можемо зробити те, чого всі хочуть — виграти чемпіонат світу». Жереб був більш ніж прихильний до Шотландії. Разом зі збірною Нідерландів в групу з командою Маклауда потрапили Іран і Перу. З кожним днем оптимізм в Шотландії лише збільшувався. Напередодні відльоту команди в Південну Америку на телебаченні вийшла 40-хвилинна передача Argentina Here We Come!, місцеві букмекери називали Шотландію серед фаворитів турніру з коефіцієнтом 1 до 8. «Ми приїхали за Кубком світу», — говорив Маклауд.
Проте вже в першому матчі на турнірі шотландці були покарані трьома м'ячами у свої ворота від збірної Перу. Після цього Шотландія зіграла внічию зі збірною Ірану — відвертим аутсайдером групи, для якого цей результат став єдиним позитивним на тому мундіалі.
Дух команди був зруйнований буквально протягом декількох днів. Шотландія з однієї найсильніших команд у світі перетворилася на жалюгідних невдах, яким нічого не вдавалося вдіяти зі збірною Ірану. Ще п'ять днів тому найкраща команда в історії Шотландії була названа в газетах «головним розчаруванням».
Шанси на вихід в наступний раунд залишалися, але для цього потрібно було обіграти збірну Нідерландів в останньому турі з різницею в три м'ячі. Маклауд пішов на кардинальні зміни в складі. Він посадив в запас Кенні Бернса, а в центрі оборони зіграли Мартін Бакен і Том Форсайт, через травму пропускав гру з Іраном капітан Брюс Райох, але тепер він повернувся на поле. Головною же зміною від Маклауда став вихід у центрі півзахисту Грема Сунеса, який ще не грав на турнірі, він зайняв місце в центрі поля поруч з досвідченими Арчі Джемміллом та Аза Гартфордом, замінивши Лу Макарі та Дона Мейссона. «Перед матчем ми з гравцями вирішили послати всі розклади до біса і просто показати свій футбол», — розповів вже на післяматчевій прес-конференції Маклауд. Шотландія довела матч до перемоги 3:2, зігравши, напевно, найкращий матч у своїй історії, але цього виявилося мало — «помаранчеві» обійшли «тартанових» завдяки кращій різниці забитих та пропущених м'ячів. Виступ збірної Шотландії на тому турнірі було визнано ганебним, після чого Маклауд змушений був піти у відставку.

### Повернення до роботи з клубами
В подальшому очолював команди «Ейр Юнайтед», «Мотервелл» та «Ейрдріоніанс».
Останнім місцем тренерської роботи був клуб «Квін оф зе Саут», команду якого Аллі Маклауд очолював як головний тренер до 1992 року.
Помер 1 лютого 2004 року на 73-му році життя у місті Глазго після довгої боротьби з хворобою Альцгеймера.